# Puig de la Guàrdia (Darnius)
El Puig de la Guàrdia és una muntanya de 282 metres que es troba al municipi de Darnius, a la comarca catalana de l'Alt Empordà.